# Mirosław Czarnecki
Mirosław Antoni Czarnecki – polski chemik, dr hab. nauk chemicznych, profesor i prodziekan Wydziału Chemii Uniwersytetu Wrocławskiego.

## Życiorys
W 1989 obronił pracę doktorską Dyspersja w podczerwieni cząsteczek o symetrii C3v w fazie ciekłej, 28 czerwca 2001 habilitował się na podstawie pracy zatytułowanej Dwuwymiarowa analiza korelacyjna dynamicznych widm oscylacyjnych. 7 października 2010 nadano mu tytuł profesora w zakresie nauk chemicznych. Pracował w Instytucie Chemii na Wydziale Matematyki, Fizyki i Chemii Uniwersytetu Wrocławskiego.
Piastuje stanowisko profesora i prodziekana na Wydziale Chemii Uniwersytetu Wrocławskiego.